# Song Shu
Song Shu (kineskim slovima: 宋书 odnosno 宋書, u doslovnom prijevodu na hrvatski Songova knjiga) je povijesno djelo koje opisuje vrijeme kineske rane dinastije Song u 100 svezaka. Šesto je djelo iz kanona 24 dinastijske povijesti (二十四史 ) i zapisao ga 492. – 493. je Shen Yue (441. – 513.) za vrijeme dinastije Liang. Prije Song Shua djelo je Jin Shu, a nakon njega slijedi Qi Shu.
Već za vrijeme kasne dinastije Song dijelovi ovog rada su izgubljeni. Djelomice su rekonstruirani iz djela Povijesti južnih dinastija i iz manjih anala, kao što je Povjestica Gaoa Gaa Juna, iako mnogi od tih svezaka nisu bili u izvornom izdanju. 
Kod povjesničara postoji zadrška i oni smatraju da je nekoliko problema s tekstom. Jedan od njih je da je knjiga nejasna i pristrana prema okolnim etničkim skupinama (primjerice Xianbeija) ili vladajuće elite dinastije Sjevernog Weija.

## Wikizvor
- s:zh:宋書 Song Shu